# Osbornellus concentricus
Osbornellus concentricus är en insektsart som beskrevs av Delong 1942. Osbornellus concentricus ingår i släktet Osbornellus och familjen dvärgstritar. Inga underarter finns listade i Catalogue of Life.